# Forme modulaire
En mathématiques, une forme modulaire est une fonction analytique sur le demi-plan de Poincaré satisfaisant à une certaine sorte d'équation fonctionnelle et de condition de croissance. La théorie des formes modulaires est par conséquent dans la lignée de l'analyse complexe mais l'importance principale de la théorie tient dans ses connexions avec le théorème de modularité et la théorie des nombres.

## En tant que fonction sur les réseaux
Au niveau le plus simple, une forme modulaire peut être pensée comme une fonction F de l'ensemble des réseaux Λ dans ℂ, vers l'ensemble des nombres complexes, qui satisfait les conditions suivantes :
1. si nous considérons le réseau Λ = 〈α, z〉 engendré par une constante α et une variable z, alors F(Λ) est une fonction analytique de z ;
2. si α est un nombre complexe différent de zéro et αΛ est le réseau obtenu en multipliant chaque élément de Λ par α, alors F(αΛ) = α–kF(Λ) où k est une constante (généralement un entier positif) appelé le poids de la forme ;
3. la valeur absolue de F(Λ) reste bornée inférieurement tant que la valeur absolue du plus petit élément différent de zéro dans Λ est loin de 0.

Lorsque k = 0, la condition 2 dit que F dépend seulement de la classe de similitude du réseau. Ceci est un cas particulier très important, mais les seules formes modulaires de poids 0 sont les constantes. Si nous éliminons la condition 3 et permettons à la fonction d'avoir des pôles, alors les exemples de poids 0 existent : elles sont appelées  fonctions modulaires. La situation peut être comparée avec profit à ce qui arrive dans la recherche de fonctions de l'espace projectif P(V). Avec ces paramètres, on souhaiterait idéalement des fonctions F sur l'espace vectoriel V qui soient polynomiales en les coordonnées d'un vecteur non nul v de V et qui satisfont à l'équation F(cv) = F(v) pour tout c différent de zéro. Malheureusement, les seules fonctions de cette sorte sont les constantes. Si nous permettons les fonctions rationnelles à la place des polynômes, nous pouvons laisser F être le rapport de deux polynômes homogènes de même degré. Ou nous pouvons garder les polynômes et perdre la dépendance de c, laissant F(cv) = ckF(v). Les solutions sont alors les polynômes homogènes de degré k. D'un côté, celle-ci forment un espace vectoriel de dimension finie pour chaque k, et de l'autre, si nous laissons k varier, nous pouvons trouver les numérateurs et les dénominateurs pour la construction de toutes les fonctions rationnelles qui sont les fonctions de l'espace projectif P(V). On pourrait demander, puisque les polynômes homogènes ne sont pas réellement les fonctions sur P(V), que sont-elles, géométriquement parlant ? La géométrie algébrique répond qu'elles sont des sections d'une gerbe (on peut dire aussi un faisceau de droites dans ce cas). La situation avec les formes modulaires est précisément analogue.

## En tant que fonction sur les courbes elliptiques
Chaque réseau Λ dans ℂ détermine une courbe elliptique ℂ/Λ sur ℂ ; deux réseaux déterminent des courbes elliptiques isomorphes si et seulement si l'une est obtenue à partir de l'autre en multipliant par un certain complexe non nul. Les fonctions modulaires peuvent être pensées comme des fonctions sur l'espace des modules des classes isomorphes des courbes elliptiques complexes. Par exemple, le j-invariant d'une courbe elliptique, regardé comme une fonction sur l'ensemble de toutes les courbes elliptiques, est modulaire. Les formes modulaires peuvent aussi être approchées avec profit à partir de cette direction géométrique, comme des sections de faisceaux de droites sur l'espace des modules des courbes elliptiques.
Convertir une forme modulaire F en une fonction de variable complexe unique est aisé. Soit z = x + iy, où y > 0, et soit f(z) = F(〈1, z〉). (Nous ne pouvons pas permettre y = 0 parce qu'alors 1 et z n'engendreront pas de treillis, ainsi nous réduisons notre attention au cas y positif). La condition 2 sur F devient maintenant l'équation fonctionnelle
{\displaystyle f\left({az+b \over cz+d}\right)=(cz+d)^{k}f(z)}
pour a, b, c, d entiers avec ad – bc = 1 (le groupe modulaire). Par exemple,
{\displaystyle f(-1/z)=F(\langle 1,-1/z\rangle )=z^{k}F(\langle z,-1\rangle )=z^{k}F(\langle 1,z\rangle )=z^{k}f(z).}
Les fonctions qui satisfont l'équation fonctionnelle modulaire pour toutes les matrices dans un sous-groupe d'indice fini de SL2(ℤ) sont aussi comptés comme modulaires, habituellement avec un qualificatif indiquant le groupe. Ainsi, les formes modulaires de niveau N satisfont l'équation fonctionnelle pour les matrices congrues à la matrice identité modulo N (souvent en fait pour un plus grand groupe donné par des conditions (mod N) sur les entrées de la matrice).

## Définitions générales
Soit N un entier positif. Le groupe modulaire Γ0(N) est défini par
{\displaystyle \Gamma _{0}(N)=\left\{\left.{\begin{pmatrix}a&b\\c&d\end{pmatrix}}\in SL_{2}(\mathbb {Z} )\right|c\equiv 0{\pmod {N}}\right\}.}
Soit k un entier positif. Une forme modulaire de poids k et de niveau N (ou groupe de niveau Γ0(N))
est une fonction holomorphe f sur le demi-plan de Poincaré telle que pour tout
{\displaystyle {\begin{pmatrix}a&b\\c&d\end{pmatrix}}\in \Gamma _{0}(N)}
et tout z dans le demi-plan de Poincaré,
{\displaystyle f\left({\frac {az+b}{cz+d}}\right)=(cz+d)^{k}f(z)}
et f est holomorphe aux pointes.
Soit χ un caractère de Dirichlet mod N.
Une forme modulaire de poids k, de niveau N (ou groupe de niveau Γ0(N)) avec caractère χ est une fonction holomorphe f sur le demi-plan de Poincaré telle que pour tout
{\displaystyle {\begin{pmatrix}a&b\\c&d\end{pmatrix}}\in \Gamma _{0}(N)}
et tout z dans le demi-plan de Poincaré,
{\displaystyle f\left({\frac {az+b}{cz+d}}\right)=\chi (d)(cz+d)^{k}f(z)}
et f est holomorphe aux pointes. Certains auteurs utilisent la convention différente
{\displaystyle \chi ^{-1}(d)(cz+d)^{k}f(z)}
pour le côté droit de l'équation ci-dessus.

## Exemples
Les exemples les plus simples pour ce point de vue sont les séries d'Eisenstein : pour chaque entier pair k > 2, nous définissons Ek(Λ) comme la somme de λ–k sur tous les vecteurs λ différents de zéro de Λ
(la condition k > 2 est nécessaire pour la convergence et la condition k pair pour éviter l'annulation de λ–k avec (–λ)–k et la production de la forme 0).
Un réseau pair unimodulaire L dans ℝn est un réseau engendré par n vecteurs formant les colonnes d'une matrice de déterminant 1 et satisfaisant la condition que le carré de la longueur de chaque vecteur dans L est un entier pair. Comme conséquence de la formule de sommation de Poisson, la fonction theta
{\displaystyle \theta _{L}(z)=\sum _{\lambda \in L}e^{\pi i\Vert \lambda \Vert ^{2}z}}
est une forme modulaire de poids n/2. Il n'est pas aussi facile de construire des réseaux unimodulaires pairs, mais il existe une manière : étant donné n un entier divisible par 8, on considère tous les vecteurs v de ℝn tels que 2v possède des coordonnées entières, soit toutes paires, toutes impaires, et tels que la somme des coordonnées de v soit un entier pair. Nous appelons ce réseau Ln. Lorsque n = 8, ceci est le réseau engendré par les racines du système de racines appelé E8.
Puisque les deux termes de l'équation sont des formes modulaires de poids 8, et puisqu'il n'existe qu'une seule forme modulaire de poids 8 à multiplication par un scalaire près, on a
{\displaystyle \theta _{L_{8}\times L_{8}}(z)=\theta _{L_{16}}(z),}
bien que les réseaux L8 × L8 et L16 ne soient pas similaires. John Milnor observa que les tores de dimension 16 obtenus en divisant ℝ16 par ces deux réseaux sont des exemples de variétés riemanniennes compactes qui sont isospectrales (en) mais non isométriques.
La fonction êta de Dedekind est définie par
{\displaystyle \eta (z)=q^{1/24}\prod _{n=1}^{\infty }(1-q^{n}),\ q={\rm {e}}^{2\pi {\rm {i}}z}.}
Le discriminant modulaire {\displaystyle \Delta (z)=\eta (z)^{24}} est alors une forme modulaire de poids 12. Une conjecture célèbre de Ramanujan dit que, pour tout nombre premier p, le coefficient τp de qp dans le développement de Δ en puissances de q vérifie
{\displaystyle |\tau _{p}|\leq 2p^{\frac {11}{2}}.}
Ceci fut démontré par Pierre Deligne dans son travail sur les conjectures de Weil.
Les deuxième et troisième exemples donnent certains indices sur la connexion entre les formes modulaires et les questions classiques de la théorie des nombres, telles que la représentation des entiers par les formes quadratiques et la fonction partage. Le lien conceptuel crucial entre les formes modulaires et la théorie des nombres est fourni par la théorie des opérateurs de Hecke, qui donne aussi le lien entre la théorie des formes modulaires et celle des représentations de groupe.

## Généralisations
Il existe diverses notions de formes modulaires plus générales que celle développée ci-dessus. L'hypothèse d'analyticité (complexe) peut être enlevée ; les formes de Maass sont des fonctions propres du laplacien mais ne sont pas holomorphes. Les groupes qui ne sont pas des sous-groupes de SL2(ℤ) peuvent être examinés. Les formes modulaires de Hilbert sont des fonctions à n variables, chacune étant un nombre complexe du demi-plan de Poincaré, satisfaisant à une relation modulaire pour les matrices 2 × 2 à coefficients dans un corps de nombres totalement réel. Les formes modulaires de Siegel (en) sont associées aux groupes symplectiques plus grands de la même manière que les formes que nous avons exposées sont associées à SL2(ℝ) ; en d'autres termes, elles sont reliées aux variétés abéliennes dans le même sens que nos formes (qui sont quelquefois appelées formes modulaires elliptiques pour accentuer le point) sont reliées aux courbes elliptiques. Les formes automorphes étendent la notion des formes modulaires aux groupes de Lie.